# Dia (program)
Dia (wymowa: ˈdiːə) – program służący do tworzenia diagramów ogólnego przeznaczenia, rozwijany jako część projektu GNOME. Został pierwotnie napisany przez Alexander Larsson. Dia używa Controlled Single Document Interface (CSDI) podobnego do programu GIMP oraz Sodipodi/Inkscape. Interfejs graficzny programu został stworzony w oparciu o biblioteki GTK+, dzięki czemu istnieje możliwość jego przeniesienia na inne niż uniksowe systemy operacyjne - np. istnieje wersja dla Microsoft Windows.
Dia został zaprojektowany aby zapewnić podobne zastosowanie do programu Microsoft Visio działającego pod systemem operacyjnym Windows. Można go użyć do rysowania wielu rodzajów diagramów. Aktualnie posiada specjalne obiekty ułatwiające rysowanie diagramów zależności, diagramów UML, wykresów, diagramów sieciowych, schematów organizacyjnych oraz prostych obwodów. Istnieje także możliwość dodawania obsługi nowych ikon poprzez napisanie prostych plików XML, używając podzbioru poleceń SVG w celu narysowania ikon.
Dia otwiera i zapisuje diagramy do pliku w formacie XML (spakowanym domyślnie gzipem dla oszczędności miejsca).  
Potrafi eksportować diagramy do wielu formatów takich jak Encapsulated PostScript (EPS), SVG, Drawing Interchange Format (DXF), CGM, JPG oraz wielu innych. Wersja Dia dla systemu Microsoft Windows eksportuje diagramy w formacie EMF/WMF.
Program potrafi także drukować diagramy (nawet o bardzo dużych wymiarach obejmujących wiele stron) oraz pracować według skryptu napisanego w języku programowania Python.